# Löschen statt Sperren
Löschen statt Sperren ist ein politisches Schlagwort, welches die Meinung darstellt, dass illegale Inhalte, die über das Internet erreichbar sind, gelöscht werden sollten statt nur gesperrt.
Diese wird vom „Arbeitskreis gegen Internet-Sperren und Zensur“ und der Piratenpartei Deutschland vertreten. Auch die ehemalige Bundesjustizministerin Sabine Leutheusser-Schnarrenberger (FDP) ist vom Grundsatz Löschen statt Sperren überzeugt. Dieses wurde auch durch den damaligen Bundespräsidenten Horst Köhler befürwortet. Die Aufhebung des Zugangserschwerungsgesetzes wurde in den Medien großteils als Zustimmung zum Grundsatz Löschen statt Sperren aufgefasst.
Die Befürworter des Prinzips Löschen statt Sperren widersprechen dem für Internetsperren angeführten Argument, dass es oft entweder gar nicht oder nur sehr schwierig möglich wäre, strafrechtlich relevante Inhalte entfernen zu lassen oder den Täter ausfindig zu machen. Tatsächlich sei es laut den Befürwortern von Löschen statt Sperren einfach, kinderpornographische Angebote im Internet löschen zu lassen, indem man dem Provider eine E-Mail schickt und dieser die illegalen Inhalte dann freiwillig löscht. Genau dieses Prinzip verfolgt die Meldestelle INHOPE.